# Amtsgericht Burg auf Fehmarn
Das Amtsgericht Burg auf Fehmarn war ein deutsches Amtsgericht mit Sitz in Burg auf Fehmarn.

## Geschichte
Mit der Annexion Schleswig-Holsteins wurden 1867 in der nunmehr preußischen Provinz fünf Kreisgerichte und das übergeordnete Appellationsgericht Kiel eingerichtet. Als Eingangsgerichte wurden Amtsgerichte geschaffen, darunter das Amtsgericht Burg auf Fehmarn als eines von 16 Amtsgerichten des Kreisgerichts Kiel. Den Gerichtssprengel bildete die Insel Fehmarn.
Mit dem Inkrafttreten des deutschen Gerichtsverfassungsgesetzes am 1. Oktober 1879 wurden reichsweit einheitlich Amts-, Land- und Oberlandesgerichte geschaffen. Das Amtsgericht Burg auf Fehmarn blieb bestehen und war nun dem Landgericht Kiel nachgeordnet.
Sein Gerichtsbezirk umfasste daraufhin aus dem Kreis Oldenburg in Holstein den Stadtbezirk Burg und die Gemeindebezirke Albertsdorf, Alt-Jellingsdorf, Avendorf, Bannesdorf, Bisdorf, Blieschendorf, Bojendorf, Dänschendorf, Gahlendorf, Gammendorf, Gollendorf, Hinrichsdorf, Klausdorf, Kopendorf, Landkirchen, Lemkendorf, Lemkenhafen, Meeschendorf, Mummendorf, Neujellingsdorf, Niendorf, Orth, Ostermarkelsdorf, Petersdorf, Presen, Puttgarden, Püttsee, Sahrensdorf, Sartjensdorf, Schlagsdorf, Staberdorf, Strukkamp, Sulsdorf, Teschendorf, Todendorf, Vadersdorf, Vitzdorf, Wenkendorf, Westermarkelsdorf und Wulfen sowie die Gutsbezirke Flügge, Katharinenhof, Staberhof und Wallnau. Am Gericht bestand 1880 eine Richterstelle. Das Amtsgericht war damit ein kleines Amtsgericht im Landgerichtsbezirk.
Mit dem Groß-Hamburg-Gesetz von 1937 wurde das Landgericht Lübeck für das Amtsgericht Burg auf Fehmarn zuständig. Im Jahre 1978 wurde das Amtsgericht Burg auf Fehmarn aufgehoben, und das Amtsgericht Oldenburg in Holstein übernahm seine Aufgaben.